# Tepetzintla (Veracruz)
Tepetzintla es una localidad del estado mexicano de Veracruz. Es cabecera del municipio de Tepetzintla.

## Demografía
| Censo | Población |
| ----- | --------- |
| 1900  | 795       |
| 1910  | 1 651     |
| 1921  | 785       |
| 1930  | 1 355     |
| 1940  | 1 312     |
| 1950  | 1 480     |
| 1960  | 2 397     |
| 1970  | 3 236     |
| 1980  | 4 692     |
| 1990  | 4 311     |
| 1995  | 4 565     |
| 2000  | 4 825     |
| 2005  | 5 033     |
| 2010  | 5 166     |
| 2020  | 5 597     |